# Lieja-Bastogne-Lieja 2001
La Lieja-Bastogne-Lieja 2001 fou la 87a edició de la clàssica ciclista Lieja-Bastogne-Lieja. La cursa es va disputar el diumenge 22 d'abril de 2001, sobre un recorregut de 258 km, i era la quarta prova de la Copa del Món de ciclisme de 2001. El suís Oscar Camenzind (Lampre-Daikin) va guanyar per davant de l'italià Davide Rebellin (Liquigas-Pata), i del basc David Etxebarria (Euskaltel-Euskadi), segon i tercer respectivament.

## Classificació general
|    | Ciclista             | Equip             | Temps      |
| -- | -------------------- | ----------------- | ---------- |
| 1  | Oscar Camenzind      | Lampre-Daikin     | 6h 42' 38" |
| 2  | Davide Rebellin      | Liquigas-Pata     | m. t.      |
| 3  | David Etxebarria     | Euskaltel-Euskadi | m. t.      |
| 4  | Francesco Casagrande | Fassa Bortolo     | m. t.      |
| 5  | Michael Boogerd      | Rabobank          | m. t.      |
| 6  | Raimondas Rumšas     | Lampre-Daikin     | + 25"      |
| 7  | Marcos Serrano       | ONCE-Eroski       | m. t.      |
| 8  | Erik Dekker          | Rabobank          | m. t.      |
| 9  | Markus Zberg         | Rabobank          | m. t.      |
| 10 | Beat Zberg           | Rabobank          | m. t.      |